# 马一德
马一德（1967年3月—），吉林长春人，汉族，中国致公党党员，北京市社科院法学研究所研究员、博士生导师，中南财经政法大学二级教授、文澜特聘教授、博士生导师，中关村知识产权战略研究院院长，国务院特殊津贴专家，第十三届全国人民代表大会北京地区代表。

## 生平
据马一德的说法，他原名马一得，因为父亲酷爱“人生得一知己足矣”这句话。求学期间，老师建议他改名为马一德。马一德本科毕业后在政府机关工作，后来到上海财经大学攻读管理学博士，还曾在北京大学做博士后研究。马一德主要研究民商法、知识产权、法治与协商民主等领域。他还兼任中国知识产权法研究会副会长、最高人民法院特约监督员、中国国际经济贸易仲裁委员会仲裁员、北京市政协常委、北京市政协科技委员会副主任等职。
2018年2月24日，当选为第十三届全国人大代表。